# Delicias (Costa Rica)
Delicias è un distretto della Costa Rica facente parte del cantone di Upala, nella provincia di Alajuela.